# Coelosaurus affinis
Coelosaurus affinis es una especie dudosa del género extinto Coelosaurus de dinosaurio terópodo posiblemente ornitomímido, que vivió a mediados en el periodo Cretácico hace aproximadamente entre 130 a 110 millones de años durante el Barremiense al Aptiense en lo que es hoy Norteamérica. 
"Dryosaurus" grandis fue erigido para varios elementos de pedal de la Formación Arundel en Maryland por Richard Swan Lull en 1911, incluyendo una falange y un astrágalo que habían sido asignados previamente a "Allosaurus" medius por Marsh en 1888. Gilmore en 1920 lo renombró como Ornithomimus affinis después de darse cuenta de que la ubicación del taxón de Lull en Ornithomimus ya que grandis se preocupara secundariamente por Ornithomimus grandis erigido Marsh en 1890 y necesitó el nombre de reemplazo Ornithomimus affinis.  Sin embargo, el espécimen holotipo de Ornithomimus grandis proviene de la piedra arenisca Eagle de Montana y se presume perdido, haciendo innecesaria la acción de Gilmore. Matthew y Brown en 1922 refirieron este taxón a Coelosaurus. Es considerado como un ornitomimosaurio basal emparentado con Nedcolbertia y Arkansaurus. Habitó Maryland, en el sur de Estados Unidos, a mediados del periodo Cretácico.
En su revisión de 1972 de los ornitomimosaurios norteamericanos, Russell notó que "Dryosaurus" grandis era similar al Archaeornithomimus asiático en tener unguales de pedal curvo, por lo que se refirió a él como Archaeornithomimus affinis. Smith y Galton en 1990, sin embargo, afirmaron que el taxón de Arundel no podía asignarse más allá del nivel de Theropoda. Sin embargo, un artículo de 2016 de Chase Brownstein confirmó la asignación de Gilmore de "Dryosaurus" grandis a Ornithomimosauria, y señaló que el material de Arundel es similar a Kinnareemimus y Nedcolbertia en las características de los pies.